# NGC 5078
NGC 5078 é uma galáxia espiral (Sa) localizada na direcção da constelação de Hydra. Possui uma declinação de -27° 24' 35" e uma ascensão recta de 13 horas, 19 minutos e 49,8 segundos.
A galáxia NGC 5078 foi descoberta em 28 de Março de 1786 por William Herschel.